# 井上素夫
井上 素夫（いのうえ もとお、1926年 - ）は、日本の実業家。
東京近鉄百貨店社長、近鉄松下百貨店社長、京都近鉄百貨店社長などを歴任した。

## 経歴
長野県出身、京都帝国大学卒業。
近畿日本鉄道入社後、分社化した近鉄百貨店へ転籍。関連会社の東京近鉄百貨店社長や同社と近鉄百貨店合併後の総務本部長（東京店担任）を務めた。

1985年5月、近鉄松下百貨店社長となり、山口県徳山市（当時）へ赴任。当時県内最大級の売場面積があり、周南地域では唯一の百貨店だったが、その地位に安住しないよう、社員には「東京、大阪へ出張して最新の情報を収集せよ」とハッパをかけていた。下関大丸、ちまきや（現在の山口井筒屋）で導入する女性社員の再雇用制度の導入も検討した。
1989年（平成元年）4月18日の株主総会で、丸物出身の若林誠郎からのバトンタッチで同社後身の京都近鉄百貨店社長に就任した。
京都近鉄百貨店は店の規模や品ぞろえが近鉄松下百貨店とは異なるが、サービス精神は同じだとした。一方、終戦直後の学生時代以来久々の京都は、地下鉄烏丸線の存在など条件が違うので一から勉強したいと謙虚に述べた。また、京都駅ビルにジェイアール西日本伊勢丹の開業が決まり、増床計画の具現化を急いだ。同じ近鉄グループで京都市発祥の都ホテルに調理指導をしている縁で、1991年にはフランスの高級レストラン「ボーマニエール」ブランドのインショップを導入。9月から京都店、続いて岐阜店へ導入し、中元商戦にも導入を図るなど、高級化・差別化を図った。大規模小売店舗法緩和の中、ギフトショップ機能をメインにした衛星店(サテライトショップ)の展開も進めた。
その反面、滋賀県草津市への出店案件を巡って副社長の原田達雄と共に態度を二転三転し、地元の反発を招いた。この草津出店に関する問題は解決しないまま、1993年（平成5年）、京都近鉄百貨店社長を退任した。代わって、社長となった髙田多喜男が草津近鉄百貨店の出店を実現することになった。